# Дружченко Микола Вікторович
Мико́ла Ві́кторович Дру́жченко — молодший сержант, Міністерство внутрішніх справ України.

## Нагороди
29 вересня 2014 року — за особисту мужність і героїзм, виявлені у захисті державного суверенітету та територіальної цілісності України, вірність військовій присязі під час російсько-української війни, відзначений — нагороджений орденом «За мужність» III ступеня.